# 松永浩気
松永 浩気（まつなが こうき、1984年9月3日 - ）は、京都市出身の日本の男子プロテニス選手。右利き、バックハンド・ストロークは両手打ち。所属は三菱電機（2007年-）。

## 概要
身長170cmとプロ選手としては小柄ながら、強靭な身体とエッグボールを武器としている。

## 人物
柳川高等学校時代は全国選抜高等学校テニス大会で優勝（団体）。慶應義塾大学環境情報学部へ進学後、全日本学生テニス選手権大会シングルス準優勝、全日本学生室内テニス選手権優勝の戦績を残す。2000年に慶應義塾大学を卒業後、三菱電機とプロ契約を結び、ツアーを転戦。2011年のテニス日本リーグでは準優勝の戦績を残している。2012年のUSオープンではクルム伊達公子のヒッティングパートナー、FEDカップ日本代表チームのヒッティングコーチを務める。現在は慶應義塾幼稚舎教諭および慶應義塾高等学校庭球部監督を務める。